# خانه محمودی یزد

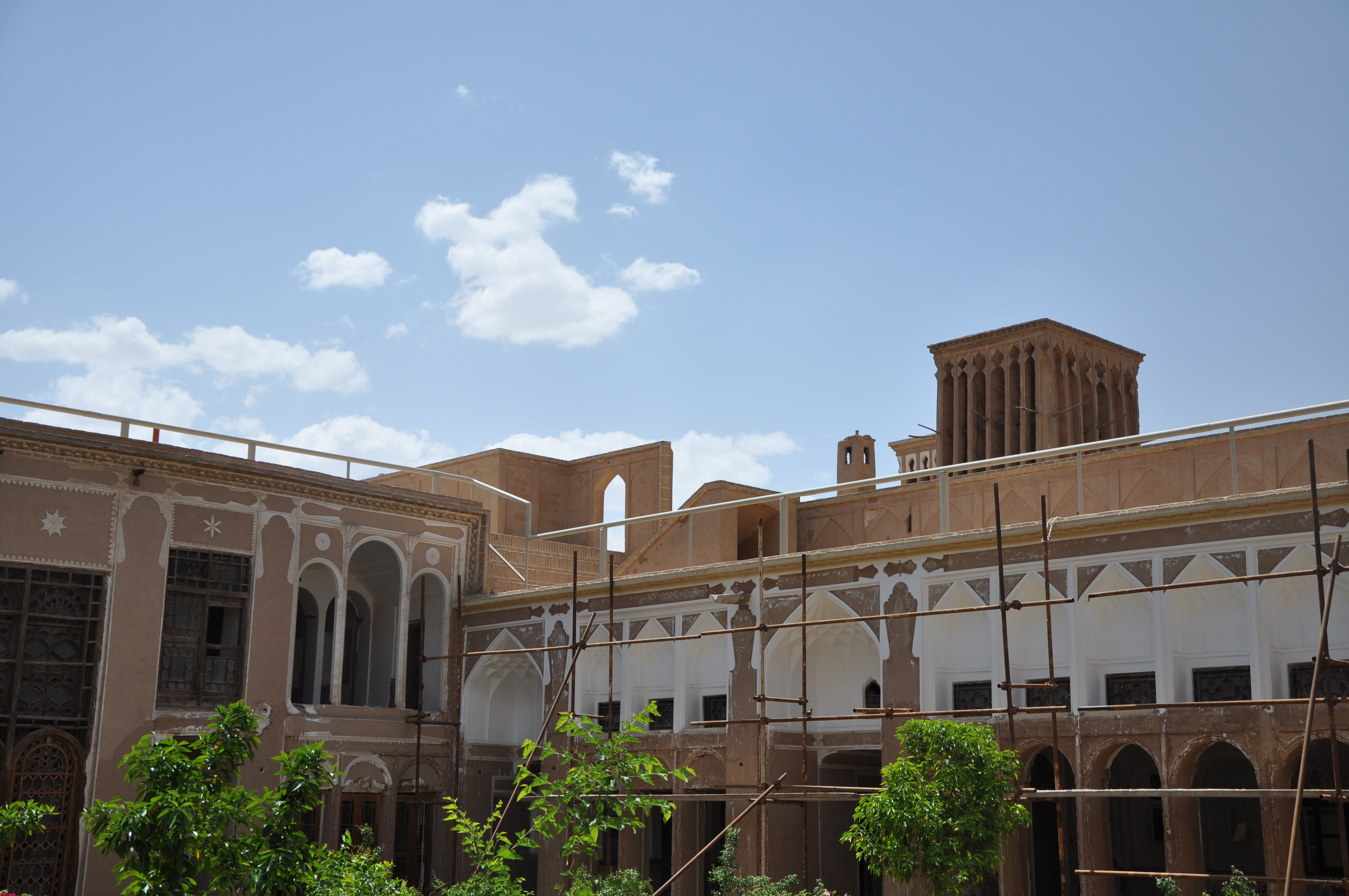
تعمیرات جهت تغییر کاربری خانه محمودی-اردیبهشت ۱۳۹۰

خانه محمودی یزد مربوط به دوره قاجار است و در یزد، خیابان امام خمینی، محله فهادان، مجاورعمارت مقابل مسجد چهل محراب واقع شده و این اثر در تاریخ ۲۴ بهمن ۱۳۷۵ با شمارهٔ ثبت ۱۸۴۲ به‌عنوان یکی از آثار ملی ایران به ثبت رسیده‌است.
خانه قدیمی محمودی (عرب‌های بحرینی) از قدمت تقریبی ۱۳۰ ساله برخوردار است که متعلق به طایفه‌ای از تجار معروف به عرب‌های بحرینی بوده و رونق و گسترش کاری آن هاباعث توسعه این مجموعه مسکونی شده‌است.
پس از موروثی شدن و تفکیک مجموعه عرب‌ها بخش‌هایی از آن در اختیار صاحبان اصلی می‌باشد و خانه زیبا و با ارزش محمودی در تملک میراث فرهنگی یزد قرار گرفته‌است.